# Máuser Mexicano Modelo 1936
El Mauser Mexicano Modelo 1936 era un fusil de cerrojo tipo Mauser diseñado en México. Usaba el cartucho 7x57 mm Mauser, y compartía características combinadas tanto del Gewehr 98 como del Springfield M1903.

## Historia y diseño
El Mauser Modelo 1936 era similar al Springfield M1903 por fuera, pues tenía el mismo sistema de amartillado, armella para la correa portafusil y abrazadera frontal. La diferencia más notable con el Springfield M1903, es que el Mauser modelo 1936 mantenía el mismo sistema de disparo del Mauser Modelo 1910 (también diseñado en México), además de presentar ligeras diferencias en la culata y la empuñadura.
Entre los años 1936 y 1947 fueron producidas por la Fábrica Nacional de Armas alrededor de 50.000 unidades del Mauser modelo 1936, las cuales fueron distribuidas al Ejército Mexicano y a la Policía Federal. El Mauser Mexicano Modelo 1936 sirvió como base para el desarrollo del Mauser Mexicano Modelo 1954. Ambos modelos seguían en servicio activo con las fuerzas armadas de México en la década de 1960.